# Arabescula parasitica
Arabescula parasitica är en svampdjursart som beskrevs av Carter 1873. Arabescula parasitica ingår i släktet Arabescula, ordningen Lithistida, klassen horn- och kiselsvampar, fylumet svampdjur och riket djur.
Artens utbredningsområde är havet kring Storbritannien. Inga underarter finns listade i Catalogue of Life.